# Hong Kong ai Giochi della XIX Olimpiade
Hong Kong partecipò ai Giochi della XIX Olimpiade che si sono svolti a Città del Messico dal 12 al 27 ottobre 1968, con una delegazione di 11 atleti impegnati nelle gare di nuoto, tiro e vela. Fu la quinta partecipazione di questo Paese ai Giochi. Non fu conquistata nessuna medaglia.